# Hydriomena nigrocastanea
Hydriomena nigrocastanea là một loài bướm đêm trong họ Geometridae.